# Sipyloidea fruhstorferi
Sipyloidea fruhstorferi is een insect uit de orde Phasmatodea en de familie Diapheromeridae. De wetenschappelijke naam van deze soort is voor het eerst geldig gepubliceerd in 1938 door Günther.